# Nostis et nobiscum
 Nostis et nobiscum è un'enciclica di papa Pio IX, pubblicata l'8 dicembre 1849, e scritta all'Episcopato italiano mentre si trovava a Portici.